# Tetrahemiheksaeder
| Tetrahemiheksaeder            | Tetrahemiheksaeder                                |
| ----------------------------- | ------------------------------------------------- |
|                               |                                                   |
| Vrsta                         | uniformni zvezdni polieder                        |
| Elementi                      | F = 7, E = 12, V =6 ({\displaystyle \chi \,} = 1) |
| Stranskih ploskev na stranico | 4{3} + 3{4}                                       |
| Wythoffov simbol              | 3/2 3\|2 (dvojno prekrivanje)                     |
| Simetrijska grupa             | Td, [3,3],(*332)                                  |
| Indeksni sklici               | U04, C36, W67                                     |
| Bowersova okrajšava           | Thah                                              |
| slika oglišč 3.4.3/2.4        | tetrahemiheksakron (dualni polieder)              |

Tetrahemiheksaeder (tudi polkubooktaeder) je v geometriji uniformni zvezdni polieder z onako (indeksom) U4. Ima šest oglišč in 12 robov ter 7 stranskih ploskev, ki so štiri trikotne in tri kvadratne. Njegova slika oglišč je križni paralelogram. Njegov Coxeter-Dinkinov diagram je .
Je edini ne-prizmatični uniformni polieder z neparnim številom stranskih ploskev. Njegov Wythoffov simbol je 3/2 3 | 2 v resnici pa to predstavlja prekrivanje tetrahemiheksaedra z osmimi trikotniki in šestimi kvadrati, ki paroma nastopajo skupaj v prostoru. To se vidi kot, da bi bila dva tetrahemiheksaedra na istem mestu. 

## Sorodni poliedri
Ima enaka oglišča in robove kot oktaeder. Skupne ima tudi štiri od osmih stranskih ploskev oktaedra. Razen tega ima tri dodatne kvadratne stranske ploskve, ki potekajo skozi središče poliedra.
| oktaeder | tetrahemiheksaeder |

Dualna oblika je tetrahemiheksakron.
Je 2-prekrivni z kubooktaedrom ,
ki ima abstraktno sliko oglišč (sestavljata jo dva trikotnika in dva kvadrata 3.4.3.4) s podvojenimi oglišči, robovi in stranskimi ploskvami.
| kubooktaeder | tetrahemiheksaeder |

## Sorodne ploskve
Je neorientabilna ploskev. Je tudi edini uniformni polieder z Eulerjevo karakteristiko, ki je enaka 1. Zaradi tega se ga prišteva med projektivne poliedre, ki so podobni projektivni ravnini, slično rimski ploskvi.
| Rimska ploskev |